# Xã Jefferson, Quận Brown, Ohio
Xã Jefferson (tiếng Anh: Jefferson Township) là một xã thuộc quận Brown, tiểu bang Ohio, Hoa Kỳ. Năm 2010, dân số của xã này là 1.433 người.